# Daybreak, le métro de la mort
Daybreak, le métro de la mort (Daybreak) est un film américain réalisé par Jean Pellerin, sorti en 2000.

## Synopsis
Un gigantesque tremblement de terre secoue la ville de Los Angeles. Coincés dans une rame de métro, totalement livrés à eux-mêmes et à la merci de nouvelles secousses, plusieurs survivants se regroupent.

## Fiche technique
- Titre : Daybreak, le métro de la mort
- Titre original : Daybreak
- Réalisation : Jean Pellerin
- Scénario : Geri Cudia Barger, Jonathan Raymond, Phillip J. Roth
- Pays d'origine :  États-Unis
- Genre : film catastrophe
- Format : couleur
- Durée : 94 min

## Distribution
- Roy Scheider : Stan Marshall
- Ted McGinley : Dillon Johansen
- Ken Olandt : Maire John Ellis
- Ursula Brooks : Savanna
- Adam Wylie : Newton Warner
- Mark Kiely : Griffin
- Jaime Bergman : Suzy
- Anne Lockhart : Mademoiselle Warner
- Marc McClure : Samuel White
- Julie Brown : Connie Spheres
- Pepe Serna (en) : Herman Ortiz